# Observatorio Félix Aguilar

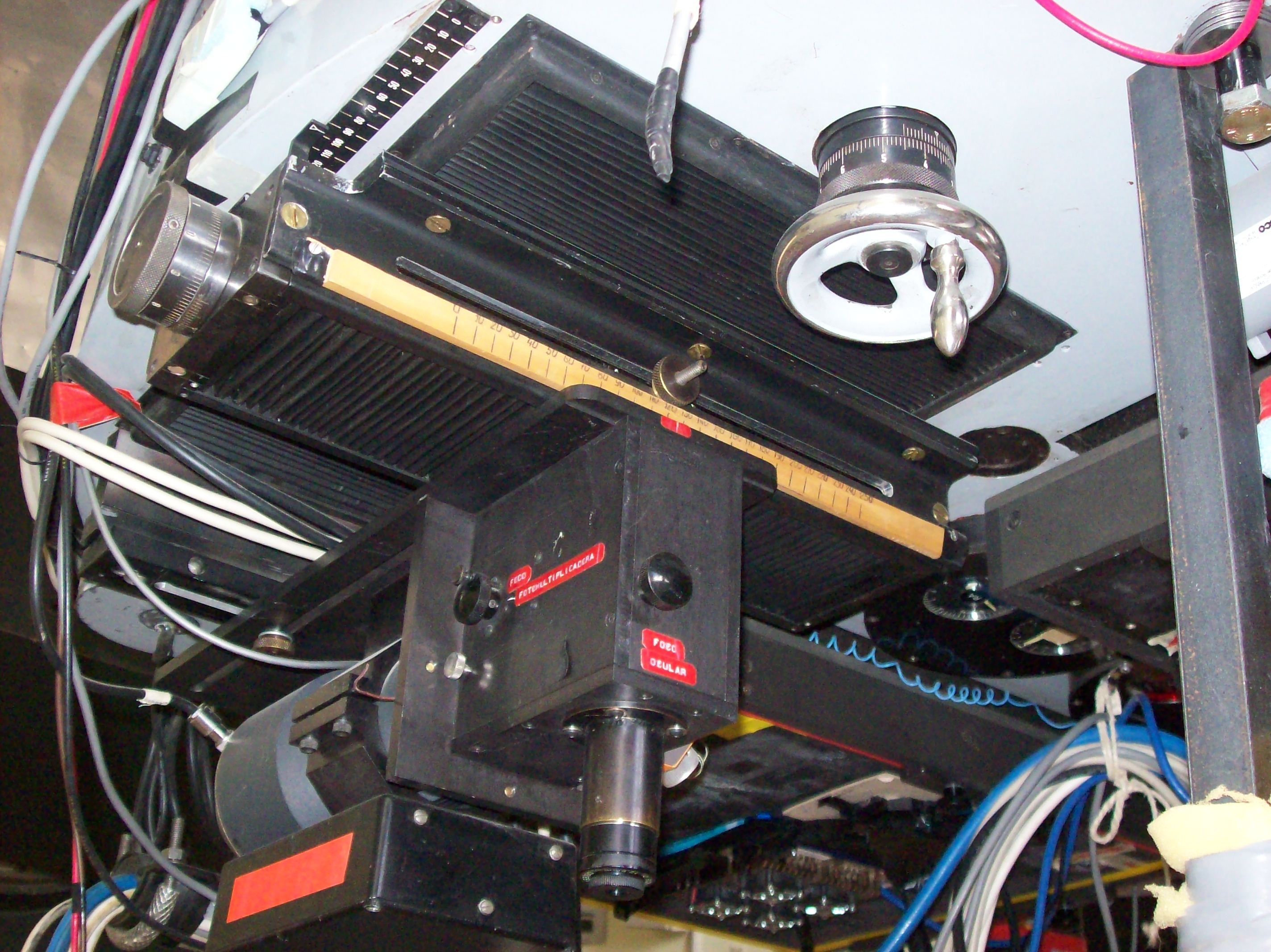
Detalle de la parte inferior del telescopio que incluye los controles de movimiento y los sensores de estado sólido.

El Observatorio Félix Aguilar es un observatorio astronómico en la provincia de San Juan, Argentina. 
El observatorio IAU código 808, fue conocido como "Observatorio El Leoncito" hasta 1990 (25º aniversario del comienzo de las observaciones), cuando se cambia a "Estación Astronómica Carlos Ulrrico Cesco (EACUC), en honor a sus muchas contribuciones para fundar y operar el observatorio.
Se encuentra en el parque nacional El Leoncito. También allí se encuentra el Complejo Astronómico El Leoncito (CASLEO), observatorio IAU código 829, de 1983 por un acuerdo entre varias universidades y el gobierno federal de Argentina, cuyas operaciones comenzaron en 1987.
El observatorio lleva el nombre de Félix Aguilar (1884-1943), un astrónomo e ingeniero argentino, que fue director del Observatorio Astronómico La Plata de 1919 a 1921, y de 1934 hasta su deceso.
El Centro de Planetas Menores ha acreditado varios descubrimientos de asteroides a este Observatorio.

## Historia
En 1947 comienzan estudios en el Observatorio Lick, en California, para investigar la estructura de la Vía Láctea Norteña, determinando posiciones y movimientos aparentes de estrellas. Hubo una necesidad de extender esos trabajos al Hemisferio Sur. En 1960, la Universidad de Yale obtiene fondos por 750 k$ con el propósito de construir ese observatorio de la Ford Foundation. Del seguimiento de sitios potenciales, el observatorio se construye en El Leoncito, Argentina, cerca de Barreal en la provincia de San Juan, en las estribaciones orientales de los Andes, a aproximadamente 2400 m s. n. m. El sitio fue provisto bajo una localización de largo tiempo con la Universidad Nacional de Cuyo y el observatorio fue operado en conjunto por la Universidad Nacional de Cuyo (Observatorio Astronómico "Félix Aguilar" (OAFA)) en San Juan y la Yale-Columbia Southern Observatory, Inc (YCSO). Se construyó además una residencia adyacente a los pies del OAFA para elpersonal técnico y el personal de YCSO.
El primer estudio de la bóveda celeste austral se hace entre los años 1965 a 1974, con financiación de la National Science Foundation (NSF). En ese periodo, el Observatorio Naval US (USNO) relocalizó un telescopio de círculo meridiano en El Leoncito, para extender su catálogo de posiciones estelares al Hemisferio Sur. La USNO mudó ese telescopio a Washington al completar su proyecto en 1974. Para el mismo tiempo, la Columbia University operó junto con la corporación YCSO para convertirse en Observatorio Yale del Sur, Inc. el 23 de enero de 1975.
Dos años antes, la Universidad Nacional de Cuyo se había dividido en varias Unidades Académicas Regionales. La de San Juan pasó a ser la Universidad Nacional de San Juan (UNSJ), asumiendo la administración del OAFA, y ser parte del YCSO y luego del YSO. En 1990 el Observatorio El Leoncito se renombró "Observatorio Dr. Carlos U. Cesco", para el XXVº Aniversario del comienzo de las observaciones.
Entre 1974 a 1983, El Leoncito fue operado por la OAFA, con un acuerdo entre la OAFA y YSO. En 1983 se hace un nuevo acuerdo por diez años, y nuevamente por otros diez años más en 1993. En 1987, Eastman Kodak terminó la producción de placas fotográfias usadas en sus investigaciones, con solo un tercio del trabajo hecho; entonces en 1997 se instaló un sistema detector CCD (circuito integrado) en el telescopio para reemplazar el antiguo sistema óptico de captura de imágenes por fotografías.
El telescopio principal del Observatorio Cesco es un doble astrógrafo consistente de dos lentes cada una de (508 mm) de diámetro, uno diseñado para luz azul y el otro para amarilla. El foco de las lentes se aplica a placas separadas de 43 × 43 cm. Las placas fotográficas se compraban en EE. UU., se embarcaban para Argentina, se exponían en el telescopio, se revelaban, y vuelta embarcadas a EE. UU. En New Haven, Connecticut, las placas se medían con un sistema de precisión.